# 加法

以苹果说明的，常见于教科书中

加法（addition，通常用加号“+”表示）是基本的算术运算之一，与减法、乘法、除法合称「四则运算」。两个自然数相加是将他们组合起来的总量。例如，在右图中，三个苹果和两个苹果被组合在一起，共有五个苹果，用数学表达式表示成{\displaystyle 3+2=5}，即“3加2等於5”。
除了自然数，其他类型的数也可以定义加法，例如整数、实数、复数等，这些类型的加法是算术的一部分。在代数中，许多抽象的概念也可以相加，例如向量、矩阵等。
加法有几个重要的性质：
- 交换律：左右两个加数的顺序可以随意调换；
- 结合律：多个数相加，顺序也可以随意调换；

将多个一相加的动作被称为计数；一个数加零仍等于自身。当与相关的运算（像是减法、乘法等）同时出现时，加法也遵循一些法则。
加法是最简单的数学任务之一。蹒跚学步的小孩就能将较小的数正确相加；最基本的{\displaystyle 1+1=2}连五个月大的婴儿都会，甚至其他种类的动物也会算。在初等教育中，学生使用十进制或二进制进行加法运算，从个位数的加法开始，逐渐变难。辅助加法的机械从古代的算盘，到现今的电子计算机，种类繁多。至今，人们还在研究在电子计算机上实现加法的高效算法。

## 符号表示与术语
加法用项之间的加号“+”表示，是中缀表示法的一种。结果用等号“=”表示。例如：
{\displaystyle {{1}+{1}}=2}（1 加 1 等于 2）
{\displaystyle {{2}+{2}}=4}（2 加 2 等于 4）
{\displaystyle {{1}+{2}}=3}（1 加 2 等于 3）
{\displaystyle {{{5}+{4}}+{2}}=11}（见结合律）
{\displaystyle {{{{3}+{3}}+{3}}+{3}}=12}（见乘法）

加号

一个分數紧接着一个整数表示加法，这种形式称为带分数。例如：
{\displaystyle 3{1 \over 2}=3+{1 \over 2}=3.5}
在大部分情况下，省略符号表示的是乘法而不是加法，因此这种表示法可能引起混淆。
级数的和可以用求和符号表示，属于迭代的一种。例如：
{\displaystyle \sum _{k=1}^{5}k^{2}=1^{2}+2^{2}+3^{2}+4^{2}+5^{2}=55}
在加法中，要加的数称为项（term）或加数（addend 或 summand），结果称为和（sum），这些术语对多个数相加也适用。（因数（factor）是一个不同的术语，它表示要乘的数。）有些人把第一个加数叫做被加数（augend）。事实上，在文艺复兴时期，许多人根本不认为第一个加数是“加数”。如今，因为加法的交換律，“被加数”很少被人使用了，通常两项都统称为“加数”。
以上术语全部源于拉丁语。英语单词 addition 和 add 源自拉丁语动词 addere，它是由 ad 和 dare 组成的合成词，源于原始印欧语词根 *deh₃-（给）。因此 add 就是“给”。加上表动词作形容词的后缀 -nd 得到 addend（“给的东西”）。类似地，由 augere（增加）得到 augend（“要增加的东西”）。

The Art of Nombryng（15 世纪）是最早的英语算术书之一，此图为重绘的插图。

sum 和 summand 源自拉丁语名词 summa（最高，顶端）和相关联的动词 summare。这不仅仅是因为两个正数的和比两个加数都要大，还是因为古希腊和古罗马人在做加法时，通常将结果写在加数的上面，因此和字面上就比加数要“高”。现代通常将结果写在加数的下面。最早使用 addere 和 summare 的古罗马作家包括维特鲁威和弗朗提努斯。波爱修斯运用了其他几个与加法运算有关的术语。后来的中古英语术语 adden 和 adding 是由杰弗里·乔叟普及化的。
加号“+”（Unicode：U+002B；ASCII：&#43;）是拉丁词语“et”（和）的缩写，它在数学中的使用至少可以追溯到1489年。

## 解释
加法可以用来模拟许多操作。即使是最简单的自然数加法，也有许多种不同的解释及视觉化表达形式。

### 合并集合

以不同的形状展示的集合合并

或许，加法最基本的解释就是合并集合：将两个或以上的不交集组合成一个集合时，组合起来的集合的元素个数即是原来的集合中的元素数量之和。这个解释很容易视觉化，也不容易产生歧义。在高等数学中，这个定义也很有用；它还为以下的严密定义奠定了基础。然而，这个定义并没有什么显而易见的方法拓展到分數及负数。一种方法是考虑可以分成等分的物体，例如有刻度的绳子。绳子可以首尾相接，体现出另一种加法的概念：将绳子的长度相加，而不是直接将绳子本身相加。

### 延长长度

代数加法 2 + 4 = 6 在数轴上的视觉化版本。向右平移 2 个单位，再向右平移 4 个单位，就是向右平移 6 个单位。

加法的另外一种解释涉及到将原始长度以给定长度延长：当原始长度以给定长度延长时，最终的长度是原始长度与给定长度之和。加法算式 a + b 可以从代数的角度解释为一个将 a 与 b 组合起来的二元运算，也可以解释为向 a 增加 b 个单位。在后一种解释之下，a、b 两个操作数是非对称的，加法算式 a + b 被理解为向 a 应用一元運算 +b。这种情况下，a 是被动的，因此将 a 称为“被加数”而不是笼统地称为“加数”可能更好。这种一元运算的视角在讨论減法时也很有用，因为一元加法是一元减法的逆运算，反之亦然。

一元加法 2 + 4 = 6 在数轴上的视觉化版本。向右平移 4 个单位相当于向右平移 1 个单位 4 次。

## 性质

### 交换律
加法满足交換律：左右两个加数的顺序可以调换，结果不变。用符号语言来说，设 a 与 b 为任意两个数，则 a + b = b + a。这一事实被称为“加法交换律”。有一些其他的二元运算也满足交换律，例如乘法，但不是所有二元运算都满足交换律，例如减法和除法就不满足交换律。

利用方块展示的 4 + 2 = 2 + 4

### 结合律
加法满足结合律：多个数相加，运算顺序可以调换，结果不变。例如，a + b + c 是指 (a + b) + c 还是 a + (b + c)？加法结合律说明这两种解释的结果是相等的：设 a、b、c 为任意三个数，则 (a + b) + c = a + (b + c)。例如，当 a = 1，b = 2，c = 3 时：
{\displaystyle (1+2)+3=3+3=6=1+5=1+(2+3)}

利用分段的绳子展示的 2 + (1 + 3) = (2 + 1) + 3

然而，当加法与其他操作一起使用时，運算次序变得很重要。在标准運算次序中，加法比乘方、方根、乘法和除法的优先级要低，但与减法优先级相同。

### 单位元
任何数加零等于自身；零是加法单位元。设 a 为任意数，则 a + 0 = 0 + a = a。这个性质最早在婆罗摩笈多的《婆罗摩历算书》（公元628年）被提及，尽管他根据 a 是正数、负数还是零分成了三种情况，并且使用文字说明，而不是代数符号。之后的印度数学家们将这三种情况精简成了一种情况。大约 830 年，印度数学家 Mahavira 写道：“零加上一个数就会变成那个数”，对应一元陈述 0 + a = a。12 世纪时，印度数学家婆什迦罗写道：“任何一个量（正负均可），加零或减零后保持不变”，对应一元陈述 a + 0 = a。

利用装有点的包展示的 5 + 0 = 5

### 后继
在整数中，加数为 1 的加法有特殊意义：对于任何整数 a，整数 (a + 1) 是大于 a 的最小整数，称为 a 的后继。例如，3 是 2 的后继，7 是 6 的后继。这样，a + b 可以视为 a 的第 b 个后继，加法成为后继函数的迭代函数。例如，8 是 7 的后继，7 是6 的后继，所以 8 是 6 的第 2 个后继，因此 6 + 2 = 8。

### 单位
将有单位的物理量相加时，只有相同單位的量可以相加。例如，50 毫米加 150 毫米等于 200 毫米。然而，5 英尺加 2 英寸等于 62 英寸，因为 1 英尺等于 12 英寸。通常情况下，3 米加 4 平方米是没有意义的，因为米和平方米没有可比性。这是因次分析的一个基本例子。

## 计算加法

### 学习
通常情况下，小孩首先学习计数。遇到将两个物体和三个物体合并在一起的问题时，年幼的小孩使用实际物体（手指或画）进行模拟，然后数出总数。当他们逐渐积累经验后，他们使用“连续数数”的方法：为求出2 + 3，他们从3开始连续数2个数，即“三，四，五”（通常掰着手指），得到结果5。这个方法几乎是通用的，小孩很容易通过老师或同龄人学到这个方法，许多小孩甚至独立发现了这个方法。积累足够经验后，小孩运用加法交换律，从大的数开始数起，在这个例子中，从3开始，数“四，五”。最终，通过经验或记忆，他们能记住一些简单的加法算式。这个时候，小孩开始尝试由已知的知识推导未知的知识。例如，一个小孩知道6 + 6 = 12，发现6 + 7比6 + 6大1，因而得出6 + 7 = 13。这个过程很快，多数小学生最终通过结合记忆与推导熟练地进行加法。
不同的国家在不同的年龄教授整数和算术。许多国家在学前就教授加法。然而，世界上几乎所有国家都在小学一年级结束前教授加法。

### 十进制系统
为了在十进制中进行加法，首先要熟练掌握 100 个基本的一位数加法算式。死记硬背没问题，但是有规律的记忆方式对于大多数人来说更有效：
- 利用加法交换律（a + b = b + a）这一事实，需要掌握的算式数量从 100 个降低到 55 个。
- 加 1 或加 2 是一项基本工作，通过数数甚至直觉就能完成。
- 因为零是加法单位元，所以加零是很简单的工作。然而，在算术的教授过程当中，一些学生认为加法是让加数增加的一个过程。实际问题可能能够帮助他们意识到零是一个“个例”。
- 一个数加自身与两个两个的数数有关，与乘法有关，是许多其他理论的基础，通常更容易被学生掌握。
- 类似 6 + 7 = 13 的加法算式可以由“一个数加自身”的加法算式推导而来：6 + 6 = 12 再加 1，或 7 + 7 = 14 再减 1，都可以得到 13。
- 形为 5 + x 或 10 + x 的加法算式通常较早被记忆，因此可以用来推导其他加法算式。例如，6 + 7 = 13 可以由 5 + 7 = 12 再加 1 推导而来。
- 一种较高级的方法是以 10 作为涉及 8 或 9 的加法的中间值。例如：8 + 6 = 8 + 2 + 4 = 10 + 4 = 14。

在学生渐渐成长的过程中，他们逐渐学习更多知识，并且学会更快更熟练地推导其他知识。许多学生从不死记硬背，但仍能快速地计算。

#### 进位

竖式计算 27 + 59 = 86

多位数加法的标准计算方式是竖式计算：将加数竖着对齐，从个位开始，一位一位地加。如果某一位的结果超过 9，额外的数位被“进”到前一位。例如，计算 27 + 59 时，如图，7 + 9 = 16，1 是进位。另一种方法是从最高位开始加。如果采用这种方法，进位便会变得有些棘手，但可以快速得到结果的一个近似值。除此之外，还有很多种其他的方法。

#### 小数的加法
小数的加法和上面的过程很像：将两个小数按小数点对齐（如果需要的话，还可以向较短的小数的开头或末尾添加零，使它和另一个小数一样长），按上面的过程将数位相加，然后在同样的地方加上小数点。例如，45.1 + 4.34 的计算过程如图所示。

竖式计算 45.1 + 4.34 = 49.44。

#### 科学记数法
在科学记数法中，一个数以 {\displaystyle x=a\times 10^{n}}的形式表示，其中 n 是整数且 1 ≤ a < 10。为了将两个以科学记数法表示的数相加，它们的指数部分必须相同。例如：
{\displaystyle 2.34\times 10^{-5}+5.67\times 10^{-6}=2.34\times 10^{-5}+0.567\times 10^{-5}=2.907\times 10^{-5}}

### 其他进位制
其他进位制下的加法和十进制加法很像。以二进制下的加法为例。两个二进制个位数相加相对来说比较简单，涉及到一种进位：
0 + 0 → 0
0 + 1 → 1
1 + 0 → 1
1 + 1 → 0，进位为 1（因为 1 + 1 = 2 = 0 + (1 × 21)）
两个“1”位相加得到“0”位并向前进位“1”。这和十进制下的加法很像：如果某一位的结果达到或超过基数 10，前一位需要加 1：
5 + 5 → 0，进位为 1（因为 5 + 5 = 10 = 0 + (1 × 101)）
7 + 9 → 6，进位为 1（因为 7 + 9 = 16 = 6 + (1 × 101)）
二进制的加法是一样的道理：二进制下的 1101 + 10111 = 100100（即十进制下的 13 + 23 = 36）如图所示。

竖式计算二进制加法 1101 + 10111 = 100100，即十进制下的 13 + 23 = 36。

### 计算机
模拟计算机直接操作物理量，所以它们的加法机制取决于加数的形式。一些机械加法计算器以滑动的方块的位置表示加数，它们使用平均值杠杆计算加法。如果加数表示为两个轴的旋转速度，那么它们可以用差速器相加。水力学加法计算器可以根据牛顿第二定律让活塞的力平衡以将两个房间的压力相加。通用模拟计算机的最常见的情况就是将两个电压（以接地为参照）相加，电阻电路可以大致完成这个工作，但是更好的设计需要用到运算放大器。

## 加法的定义
为了证明加法的常见性质，首先必须给出加法的准确定义。加法首先在自然数范围内定义。在集合论中，加法接着被拓展到逐渐广阔的集合上：整数，有理数，实数……（在数学教育中，正分数的加法通常在负数之前教授；这也是历史发展的路线。）

### 自然数的加法
目前有两种流行的方法用于定义两个自然数 a 和 b 的和。如果自然数被定义为有限集合的元素个数，那么 a + b 可以这样定义：设 N(S) 为集合 S 中的元素个数。设 A 与 B 为不相交的集合且 N(A) = a 且 N(B) = b。那么 a + b 定义为 N(A ∪ B)（A ∪ B 表示 A 和 B 的交集）。另一种方法是允许 A 与 B 相交并取它们的不交并集（一种允许公共的元素被分开计算两次的运算）。
另一种流行的方法是递归：设 n+ 为 n 的后继，即继 n 后的下一个自然数，因此 0+ = 1，1+ = 2，依此类推。定义 a + 0 = a，并通过 a + (b+) = (a + b)+ 递归地定义一般的加法。因此 1 + 1 = 1 + 0+ = (1 + 0)+ = 1+ = 2。同样，这种定义也有很多变种。上述定义实际上是递归定理在部分有序集 N2 上的一个应用。然而，一些文献倾向于使用只在自然数集合上有定义的狭义递归定理：先将 a 临时想象为固定的，在 b 上应用递归以定义一元函数“ f(b) = a + b ”，然后将这些一元函数组合在一起形成完整的二元运算。早在 1854 年，德国数学家理查德·戴德金就发展了这种递归定义，并在接下来的几十年中扩展了这个定义。他利用数学归纳法证明了交换律、结合律等性质。

### 整数的加法
整数最简单的理解就是由绝对值（一个自然数）和符号（一般情况下，正或负）组成。整数零是一个特殊情况：它既不是正数也不是负数。对于任何整数 n，定义 |n| 为 n 的绝对值。设 a 与 b 为整数，则它们的和 a + b 的定义需要分类讨论：
- 如果 a = 0，那么 a + b = b；如果 b = 0，那么 a + b = a。例如：(−2) + 0 = −2。特别地，0 + 0 = 0。
- 如果 a 和 b 都是正数，那么  a + b = |a| + |b|。例如：4 + 1 = 5。
- 如果 a 和 b 都是负数，那么  a + b = −(|a| + |b|)。例如：(−4) + (−1) = −(|−4| + |−1|) = −(4 + 1) = −5。
- 如果 a 和 b 一正一负，那么  a + b 的绝对值等于 a 的绝对值和 b 的绝对值之差（即 ||a| − |b||），符号与 a 和 b 中绝对值较大的一项符号一致。例如：(−6) + 4 = −2，因为 −6 和 4 一正一负，所以 (−6) + 4 的绝对值等于它们的绝对值之差 |−6| − |4| = 2，又因为负数项 −6 的绝对值大于正数项 4 的绝对值，结果为负，因此结果为 −2。

尽管对于实际的问题来说，这个定义足够了，但对于优雅的一般性的数学证明来说，它实在是太复杂了，情况太多了。
一个数学上更方便的整数的理解方式是使用格罗滕迪克群构造。给定自然数及其加法运算（+）和单位元 0 的定义，每个整数都可以（不唯一地）表达为两个自然数 a 和 b 的（未正式定义的）差，因此可以将整数定义为两个自然数组成的数对(a, b)。将等价的数对（差相同）考虑为同一个整数是个小问题。两个这样的新的整数 (a, b) 与 (c, d)（其中 a、b、c、d 为整数）的和（用 ⊕ 符号表示）通过自然数的加法（+）定义为：
{\displaystyle (a,b)\oplus (c,d)=(a+c,b+d)}

只用整数的加法定义的 (−2) + 1：(2 − 4) + (3 − 2) = 5 − 6。

规定整数的加法单位元由数对 (a, a) 生成，且 (a, b) 的加法逆元由 (b, a) 生成（即 −(a, b) = (b, a)），这样整数的加法群的说明就完整了。利用加法逆元定义负数，将减法定义为“加加法逆元”，都比单独构造一个减法运算（在基础数学中被认为是逆运算）要方便许多。

### 有理数（分数）的加法
有理数（分数）的加法可以用最小公分母计算，但从概念上来说只要用加法和乘法就可以了：
{\displaystyle {\frac {a}{b}}+{\frac {c}{d}}={ad+bc \over bd}}
例如，{\displaystyle {\textstyle {\frac {3}{4}}+{\frac {1}{8}}={3\times 8+4\times 1 \over 4\times 8}={24+4 \over 32}={\frac {28}{32}}={\frac {7}{8}}}}。
当分母相同时，分数的加法就更简单了，只要将分子相加，分母不变就行了：
{\displaystyle {\frac {a}{c}}+{\frac {b}{c}}={\frac {a+b}{c}}}
例如，{\displaystyle {\textstyle {\frac {1}{4}}+{\frac {2}{4}}={\frac {1+2}{4}}={\frac {3}{4}}}}。
有理数加法的交换律和结合律可以由整数算术的性质很容易地推导而来，见分式环。

### 复数的加法
要将两个复数相加，只需将实数部分和虚数部分分别相加即可，即：
{\displaystyle (a+bi)+(c+di)=(a+c)+(b+d)i}
利用复数在复平面上的视觉化表示，复数的加法可以几何解释为：两个复数 A 和 B（解释为复平面上的点）的和，是由以 A、B 与原点 O 为顶点的平行四边形得到的顶点 X（如图所示）。等价地说，X 是使三角形 OAB 与三角形 XBA 全等的点。

复数加法的视觉化表示。图中 O 为原点（0），向量 A（红色）与 B（蓝色）表示复数加数，X 是结果 A + B 所在的点。

## 加法的扩展
有许多二元操作可以被视为实数加法的扩展。抽象代数主要关心这类扩展，集合论与范畴论中也有它们的影子。

### 抽象代数中的加法

#### 向量加法
在线性代数中，向量空间是一个允许向量相加及缩放的代数结构。所有实数的有序对组成的集合就是一个常见的向量空间：有序对 (a, b) 被解释为欧几里得平面上从原点到由 (a, b) 表示的点的向量。两个向量的和是通过将对应的坐标相加完成的：(a, b) + (c, d) = (a + c, b + d)。
在经典力学中，向量解释为力，因此这个加法运算是经典力学的基础。

#### 矩阵加法
大小相同的两个矩阵可以相加。两个 m × n 矩阵 A 和 B 的和也是一个 m × n 矩阵，用 A + B 表示，由对应元素相加得到：

{\displaystyle {\begin{aligned}\mathbf {A} +\mathbf {B} &={\begin{bmatrix}a_{11}&a_{12}&\cdots &a_{1n}\\a_{21}&a_{22}&\cdots &a_{2n}\\\vdots &\vdots &\ddots &\vdots \\a_{m1}&a_{m2}&\cdots &a_{mn}\\\end{bmatrix}}+{\begin{bmatrix}b_{11}&b_{12}&\cdots &b_{1n}\\b_{21}&b_{22}&\cdots &b_{2n}\\\vdots &\vdots &\ddots &\vdots \\b_{m1}&b_{m2}&\cdots &b_{mn}\\\end{bmatrix}}\\&={\begin{bmatrix}a_{11}+b_{11}&a_{12}+b_{12}&\cdots &a_{1n}+b_{1n}\\a_{21}+b_{21}&a_{22}+b_{22}&\cdots &a_{2n}+b_{2n}\\\vdots &\vdots &\ddots &\vdots \\a_{m1}+b_{m1}&a_{m2}+b_{m2}&\cdots &a_{mn}+b_{mn}\\\end{bmatrix}}\end{aligned}}}
例如：
{\displaystyle {\begin{bmatrix}1&3\\1&0\\1&2\end{bmatrix}}+{\begin{bmatrix}0&0\\7&5\\2&1\end{bmatrix}}={\begin{bmatrix}1+0&3+0\\1+7&0+5\\1+2&2+1\end{bmatrix}}={\begin{bmatrix}1&3\\8&5\\3&3\end{bmatrix}}}

### 集合论与范畴论中的加法
自然数加法的一个影响深远的扩展即是集合论中的序数和基数的加法，它们是将自然数加法扩展到超限数的两种不同方式。不同于多数加法运算的是，序数的加法不满足交换律。不过，基数的加法满足交换律，且与不交并操作有着紧密的联系。
在范畴论当中，不交并操作是余积操作的一个特例。一般性的余积操作很可能是加法的所有扩展当中最抽象的一种。一些余积操作的命名突出了它们与加法运算的联系，例如直和和楔和。

### 发散级数的加法
在通常意义下，发散级数因其发散，是没有传统意义上的“和”的，但可以通过某些定义来求出该定义下发散级数的“和”，如切萨罗求和、阿贝尔求和、欧拉求和等。这种扩展意义上的“和”不应与传统意义上的“和”混淆。

## 相关运算
加、减、乘、除是基础算术中的基本运算。

### 算术
减法可以视为一种特殊的加法——减一个数等于加它的加法逆元。减法本身就是加法的一种逆运算，因为加 x 和减 x 互为反函数。给定一个定义有加法运算的集合，不总能够定义一个对应的减法运算，自然数的集合就是一个很简单的例子。然而，反过来说，一个减法运算唯一地确定一个加法运算、一个加法逆元运算、一个加法单位元。因此，一个加法群可以描述为一个在减法运算下封闭的集合。
乘法可以想成是重复的加法。如果一个单项 x 在加法运算中出现 n 次，那么这个加法运算的结果就是 x 和 n 的积。即使 n 不是自然数，这个积仍然可能是有意义的，例如当 n = −1 时，这个积就是 x 的加法逆元。
在实数和复数域中，加法和乘法可以通过指数函数互相交换：
{\displaystyle \mathrm {e} ^{a+b}=\mathrm {e} ^{a}\cdot \mathrm {e} ^{b}}
这个恒等式允许借助对数表并手动计算加法完成乘法，也使得计算尺上可以进行乘法。在将无穷小量与李代数上的向量加法相互联系起来的李群的广义语境下，这个公式仍然能给出一个较好的第一近似。

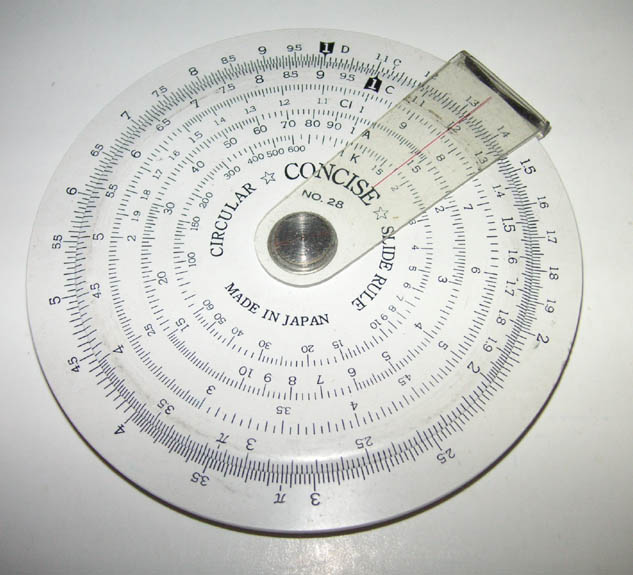
一个圆形的计算尺

乘法的扩展甚至比加法更多。一般情况下，乘法对加法满足分配律，环的定义明确说明了这一要求。在有些语境下，例如整数，乘法对加法的分配律和乘法单位元的存在足以唯一确定乘法运算。分配律还给出了加法的一些信息，例如：将乘法算式 (1 + 1)(a + b) 用两种方法展开可以得到加法的交换律。因此，一般地，环的加法满足交换律。
除法和加法的联系相对来说没有那么紧密。因为 {\displaystyle \textstyle {\frac {a}{b}}=a\cdot b^{-1}}，所以除法对加法满足右分配律，即 {\displaystyle \textstyle {a+b \over c}={\frac {a}{c}}+{\frac {b}{c}}}（c ≠ 0），但不总是满足左分配律，例如 {\displaystyle \textstyle {1 \over 2+2}={\frac {1}{4}}\neq 1={\frac {1}{2}}+{\frac {1}{2}}}。

### 最大值操作
最大值操作 max(a, b) 作为一个二元运算，与加法很相似。事实上，如果两个非负整数 a 和 b 不是一个数量级的，那么它们的和与它们的最大值将会很接近。这个近似在数学应用中极其有用，例如在截断泰勒级数的时候。然而，在数值分析中它是一个经常出现的令人头疼的问题，其根本原因是最大值操作是不可逆的。如果 b 远大于 a，那么 (a + b) − b 直觉化的计算会导致不可接受的舍入误差，甚至得到结果 0。（参见精度丢失）
在无穷极限中，这个近似变得精确：如果 a 和 b 中有一个是无穷基数，那么它们的基数和等于它们之中较大者。相应地，无穷基数不可相减。
和加法一样，最大值操作满足交换律和结合律。更进一步，由于加法保持了实数的序，加法对最大值操作满足分配律，就像乘法对加法满足分配律那样：
{\displaystyle a+\max(b,c)=\max(a+b,a+c)}
因此，在热带几何中，乘法由加法代替，加法由最大值操作代替。在这个语境下，加法称作“热带乘法”，最大值操作称作“热带加法”，“热带加法单位元”是 −∞。不过，有些作者倾向于使用最小值操作来代替加法，这样“加法单位元”就是 +∞。
将这些结论放在一起，可以得到：热带加法通过对数近似于一般的加法：
{\displaystyle \log _{k}(a+b)\approx \max(\log _{k}a,\log _{k}b)}
当底数 k 增加，这个近似变得越来越精确。提出一个常数 h（与量子力学中的普朗克常数类似命名）并取 h 趋向 0 时的经典极限，这个近似就可以变得精确：
{\displaystyle \max(a,b)=\lim _{h\to 0}h\log(\mathrm {e} ^{a/h}+\mathrm {e} ^{b/h})}
在这种意义下，最大值操作实质上是加法的“解量化”版本。

### 其他方式的加法
自增操作，又叫后继，是加 1 的操作。
求和符号（{\displaystyle \textstyle \sum }）表述了任意多个数（通常不止两个）的加法。它涵盖了一个数的和（即其自身）和空和（即 0）。无穷加和即级数，是一个十分脆弱且易错的过程。
有限集合的计数等价于在这个集合上将 1 相加。
积分是在连续统上的“加法”；更精确且更具一般性地说，是在一个可导流形上的“加和”。零维流形上的积分即是加和。
线性组合是每项都有一个系数（通常是实数或复数）的加和，它结合了乘法和加法。线性组合在直觉化的加法将会违反一些规范化规则的场合下尤其有用，例如游戏理论中的混合策略及量子力学中的量子态的态叠加。
卷积是由概率分布函数定义的随机变量的加法。它的通常的定义涉及到积分、减法和乘法。一般地，卷积作为一种定义域加法发挥作用，而向量加法则是一种值域加法。